# Америка, Катрина
Катрина Америка (латыш. Katrīna Amerika; ур. Шкинке (латыш. Šķiņķe), 31 мая 1991, Елгава) — латвийская шахматистка, международный мастер (2009). Победительница женского чемпионата Латвии по шахматам 2014 года.

## Карьера шахматистки
Тренировалась у гроссмейстера Яниса Клована (1935—2010). В 2003 году разделила третье место на чемпионате Европы по шахматам среди девушек (U-12).
Неоднократно занимала призовые места на чемпионатах Латвии по шахматам среди женщин — в 2004, 2009, 2010 годах была третьей, а в 2011 и 2013 годах была второй.
Четыре раза представляла Латвию на женских шахматных олимпиадах (2008, 2010, 2012, 2014) и два раза на командном чемпионате Европы по шахматам (2011, 2015).